# Семицветная схема
Семицветная схема (яп. 七色図式) — жанр задач в цумэ-сёги, в котором в начальной позиции задачи кроме короля защищающейся стороны и, в некоторых случаях, короля атакующей стороны, присутствуют все остальные фигуры из комплекта: пешка, стрелка, конь, серебро, золото, слон и ладья. Все эти фигуры должны быть только в единственном экземпляре. Они могут находиться на доске и в обычном, и в превращённом виде. Так же, какие-то из этих фигур могут быть на руке атакующей стороны.
На диаграмме выше две задачи на цумэ в 3 хода, составленные в жанре семицветной схемы. Решение задачи слева: 1.B*44 2.K55X44 3.G*46#, решение задачи справа: 1.S*37 2.+P47X37 3.+B13-14#.
Наличие на доске восьми, а то и девяти фигур, в задачах, которые называют семицветными схемами, имеют одно из объяснений, которое состоит в том, что все фигуры кроме короля ассоциируются с семью цветами радуги, а король — прозрачный.
Рекорд по продолжительности решения для задач этого жанра составляет 75 ходов и держится с 2009 года. Автор задачи Синити Кондо использовал в задаче технический приём лошадиная пила, где превращённый слон (лошадиный дракон) перемещается по зигзагообразной траектории, напоминающей зубья пилы.
Решение задачи Синити Кондо.